# NGC 3164
NGC 3164 (również PGC 29928 lub UGC 5527) – galaktyka spiralna (S?), znajdująca się w gwiazdozbiorze Wielkiej Niedźwiedzicy. Odkrył ją John Herschel 9 lutego 1831 roku.